# Наномедицина

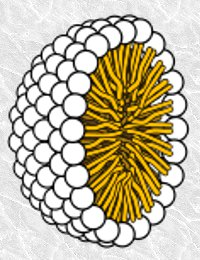
Поперечний переріз міцели для доставки ліків

Наномедици́на — це медичне застосування нанотехнологій. Як галузь медицини, наномедицина охоплює діагностику, лікування та профілактику хвороб, тільки все це виконується молекулярними інструментами.
Наномедицина включає медичне застосування нанотехнологій і наноматеріалів, наносенсорів і біологічних пристроїв, таких як біологічні машини. Основний об'єкт впливу сучасної медицини — це клітина, а часто — макромолекули (ДНК, білки, рідше полісахариди). Але якщо розмір клітин 7-20 мкм, а діаметр подвійної спіралі ДНК 2,4 нм, то й інструменти для їх лагодження повинні бути того ж порядку, що і об'єкт, тобто нанометрового діапазону.
На сьогоднішній день інтеграція наноматеріалів із біологією призвела до розробки методик діагностики та медичної візуалізації, аналітичних інструментів, систем доставки ліків, застосувань у біомедицині, біомедичній інженерії, молекулярній медицині (генотерапія, редагування генома) та регенеративній медицині. Сучасні проблеми наномедицини включають, зокрема, інженерію наноматеріалів та наноструктур, регуляторні питання, та розуміння питань, пов'язаних з впливом та потенційною токсичністю на організм нанорозмірних матеріалів (матеріали, структура яких знаходиться на шкалі нанометрів, тобто мільярдних часток метра).

## Рівень розвитку наномедицини
Сьогоднішній (2021 рік) рівень розвитку наномедицини — це доставка лікарських та діагностичних субстанцій в наноконтейнерах в потрібне місце. Така адресна доставка забезпечує більш ефективну дію ліків і зберігає навколишні тканини. Для неї служать нанокапсули (стелс-ліпосоми) або вектори для генної терапії (вірусні та невірусні).
У наночастинок — лікарів кілька послідовних завдань. Їм треба знайти в організмі клітини — мішені, пройти через всі бар'єри, доставити до них субстанцію для лікування або діагностики, потім проникнути всередину клітини і вивантажити вміст. Після виконання свого завдання доля наночастинок — розпастися на частини і покинути організм. Для того, щоб забезпечити виконання всіх цих етапів дій, їм треба мати цілком певні властивості. Мати рецептори для спрямованого руху до мети. Мати здатність проходити через клітинні мембрани. Вивільняти вміст точно в потрібний час і в потрібному місці. Бути нетоксичними.
Найбільше в наномедицині вчені просунулися в області генної терапії. Вірусні вектори — це реальне втілення нанороботів (хоча і з деякими істотними недоліками, наприклад, їх вірулентність та імунні реакції на них). Ці недоліки стимулюють розробку альтернативних — невірусних векторів, які імітують будову вірусної частинки. Хоча й у них є проблеми, які потребують подолання: забезпечити ефективне завантаження лікарською речовиною і сигнал для його вивільнення.

### Ринок

Взаємодії наночастинок з біологічними молекулами сприяють ліганди на поверхні наночастинок

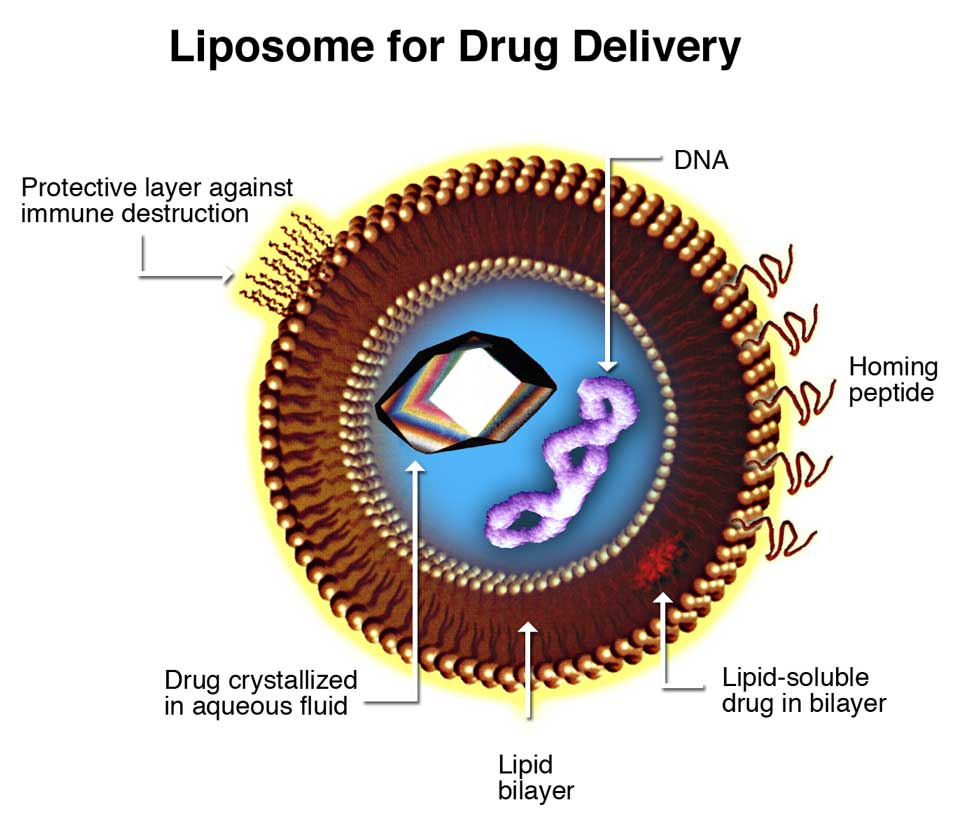
Ліпосоми є складними структурами, виготовленими з фосфоліпідів і можуть містити невеликі кількості інших молекул.

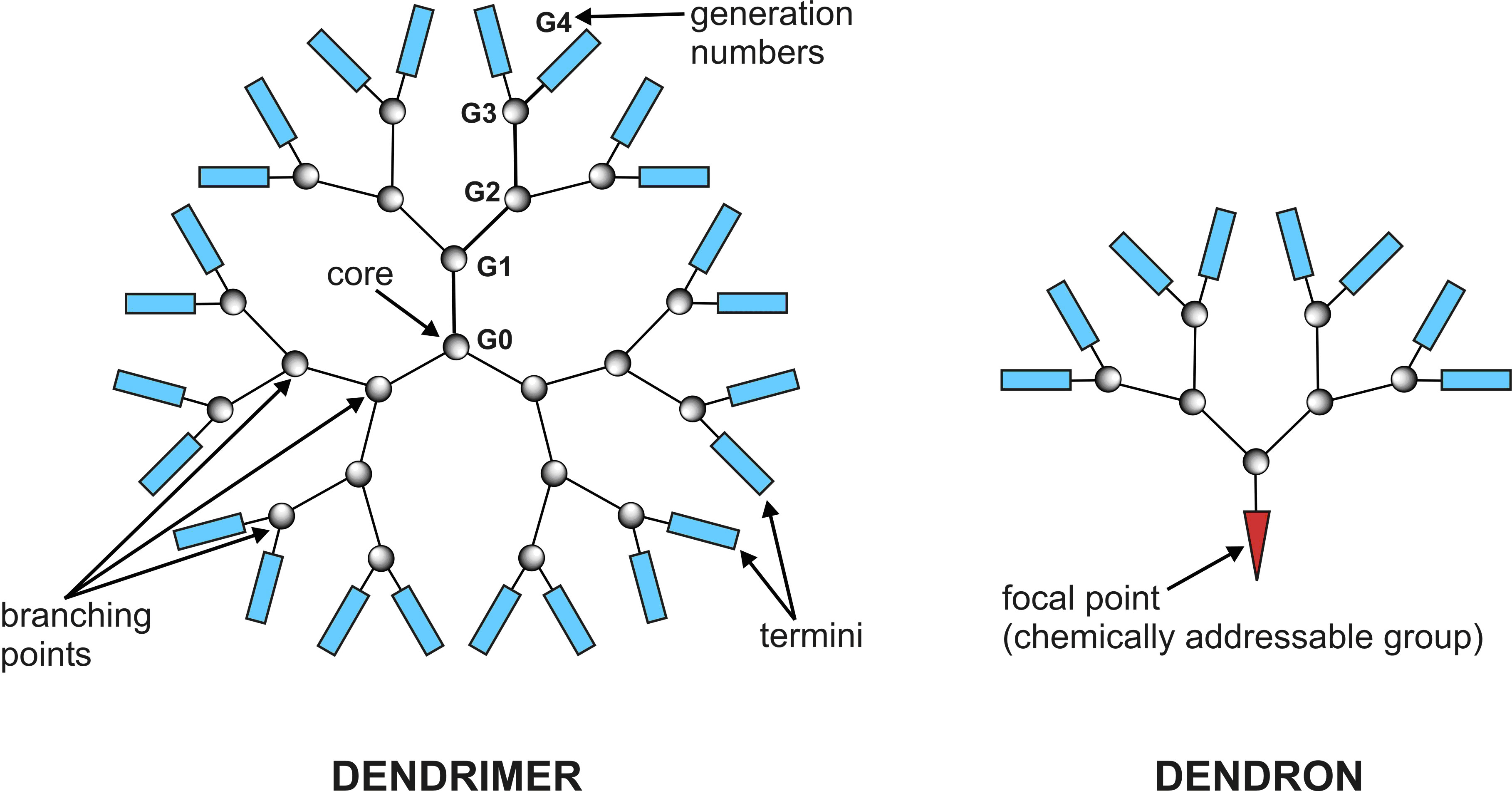
Дендримери як приклад наноматеріалів.

У 2021 році обсяг світового ринку наномедицини оцінювався в 159,53 мільярда доларів США, і очікується, що з 2022 до 2030 рік він зростатиме на 11,7 % у середньорічному темпі зростання.

## Доставляння ліків
Нанобіотехнології зробили революцію в доставлянні ліків, забезпечивши цільове та контрольоване вивільнення терапевтичних агентів. Нанобіотехнології пропонують значний прогрес у лікуванні хвороб за допомогою цільової (таргетованої) терапії. Наночастинки можуть, наприклад, доставляти хіміотерапевтичні агенти безпосередньо до пухлинних клітин, зберігаючи здорові тканини від пошкодження. Крім того, нанорозмірні засоби візуалізації дозволяють раннє виявлення та моніторинг прогресування онкопатологій.
Наночастинки, ліпосоми та наногелі використовуються для інкапсуляції ліків, захищаючи їх від деградації та покращуючи біодоступність. Крім того, функціоналізація цих носіїв дозволяє специфічно націлюватися на хворі клітини, зменшуючи побічні ефекти та підвищуючи ефективність лікування.
Загальне споживання ліків і побічні ефекти можуть бути значно знижені шляхом доставлення активного фармацевтичного агента лише у хвору ділянку і в дозах, які не перевищують необхідні. Цільова доставка ліків призначена для зменшення побічних ефектів ліків із супутнім зниженням споживання та витрат на лікування. Доставка ліків спрямована на максимізацію біодоступності як у певних місцях тіла, так і протягом певного періоду часу. Потенційно цього можна досягти шляхом молекулярного націлювання за допомогою наноінженерних пристроїв. Перевага використання нанорозміру для медичних технологій полягає в тому, що менші пристрої є менш інвазивними та їх можна імплантувати всередину тіла, а також час біохімічної реакції набагато коротший. Ці пристрої швидші та чутливіші, ніж звичайна доставка ліків. Ефективність транспортування  ліків за допомогою наномедицини значною мірою базується на: а) ефективній інкапсуляції ліків, б) успішній доставці ліків у цільову область тіла та в) успішному вивільненні ліків. До 2019 року на ринку з'явилося кілька нанопрепаратів.
Системи транспортування ліків, наночастинки на основі ліпідів або полімерів, можуть бути розроблені для покращення фармакокінетики та біорозподілу ліків. Однак фармакокінетика та фармакодинаміка наномедицини сильно варіюється в різних пацієнтів. Коли наночастинки розроблені таким чином, щоб уникнути захисних механізмів організму, вони мають корисні властивості, які можна використовувати для покращення доставляння ліків. Розробляються складні механізми транспортування ліків, включаючи здатність потрапляти ліки через клітинні мембрани в клітинну цитоплазму. Ініційована реакція є одним із способів більш ефективного використання молекул ліків. Ліки поміщаються в організм і активуються лише при зустрічі з певним сигналом. Наприклад, ліки з поганою розчинністю буде замінено системою доставляння  ліків, де існують як гідрофільні, так і гідрофобні середовища, покращуючи розчинність. Системи транспортування ліків також можуть запобігти пошкодженню тканин шляхом регульованого вивільнення ліків; знизити показники кліренсу препарату; або зменшити об'єм розподілу та зменшити вплив на нецільові тканини.
Однак біорозподіл цих наночастинок все ще є недосконалим через складну реакцію хазяїна на нано- та мікророзмірні матеріали та труднощі з націлюванням на певні органи тіла. Тим не менш, багато роботи все ще триває для оптимізації та кращого розуміння потенціалу та обмежень систем наночастинок. У той час як розвиток досліджень доводить, що наночастинки можуть посилити націлювання та розподіл, небезпека нанотоксичності стає важливим наступним кроком у подальшому розумінні їхнього використання в медицині. Токсичність наночастинок різна залежно від розміру, форми та матеріалу. Ці фактори також впливають на накопичення та пошкодження органів, які можуть виникнути. Наночастинки створені для тривалого зберігання, але це призводить до того, що вони затримуються в органах, зокрема в печінці та селезінці, оскільки вони не можуть бути розщеплені або виведені. Було виявлено, що таке накопичення матеріалу, що не піддається біологічному розкладанню, викликає пошкодження органів і запалення у мишей.
Магнітонаправлена доставка магнітних наночастинок до вогнища пухлини під впливом неоднорідних стаціонарних магнітних полів може призвести до посиленого росту пухлини. Щоб уникнути пропухлинних ефектів, слід використовувати змінні електромагнітні поля.
Зокрема, у дослідженні 2023 року були розроблені мікророботи, виготовлені з біорозкладаного желатинометакрилоїлу (GelMA), і модифіковані за допомогою магнітної металоорганічної основи (MOF) для доставляння ліків у певні області. Завдяки магнітній навігації та націлюванню ці мікророботи продемонстрували значне покращення протипухлинної ефективності зі швидкістю інгібування ракових клітин до 93% порівняно з 78% без таргетованоого доставляння.

### Таргетоване редагування геному
У 2023 році був розроблений нанопрепарат з CRISPR для реконструкції імуногенності пухлини шляхом ефективного доставляння системи CRISPR у пухлинні тканини та спеціального контролю її активації. Цей нанопрепарат коригує дисрегуляцію експресії MHC-1 і PD-L1 в пухлинах (див. Редагування генома), ініціюючи стійкі Т-клітинно-залежні протипухлинні імунні відповіді для пригнічення росту злоякісної пухлини, метастазування та рецидиву.

## Тканинна інженерія
Нанотехнології відіграють важливу роль у тканинній інженерії й друці органів, надаючи каркаси та наноматеріали, які підтримують ріст клітин і регенерацію тканин. Нановолокна, наночастинки та нанокомпозити імітують позаклітинний матрикс, сприяючи клітинній адгезії та диференціації, що призводить до створення функціональних тканин і органів.

### Кісткова тканина
Такі наночастинки, як графен, вуглецеві нанотрубки, дисульфід молібдену та дисульфід вольфраму, використовуються як зміцнюючі агенти для виготовлення механічно міцних полімерних нанокомпозитів, що піддаються біологічному розкладанню, для інженерії кісткової тканини. Додавання цих наночастинок у полімерну матрицю в низьких концентраціях (0,2 вагових%) призводить до значного покращення механічних властивостей полімерних нанокомпозитів при стиску та згині. Потенційно ці нанокомпозити можуть бути використані як новий, механічно міцний, легкий композит як кісткові імплантати.
Україно-американський стартап A.D.A.M. розробив методику друку кісток на біо-3D-принтері.

### Нервова тканина
Основна стаття — Інженерія нервової тканини.
Ця галузь тканинної інженерії зосереджена на розробці функціональних замінників нервової тканини для заміни або відновлення пошкодженої або хворої тканини центральної нервової системи (ЦНС) або периферичної нервової системи (ПНС). Метою інженерії нервової тканини є відновлення втраченої функції нервової системи за допомогою матеріалів, клітин і факторів росту.
Ця область дослідження охоплює принципи матеріалознавства, біології та інженерії для проектування та розробки пристроїв, каркасів і 3D-культур, які сприяють росту, виживанню та функціональній інтеграції нейронів і гліальних клітин.
Деякі із потенційних застосувань інженерії нервової тканини включають лікування травм спинного мозку, черепно-мозкових травм, інсульту, хвороби Паркінсона та інших станів, які призводять до пошкодження нервової системи.

## Додаткова література

### Журнали
- International Journal of Nanomedicine
- Nanomedicine: Nanotechnology, Biology, and Medicine
- Nanomedicine
- Journal of Biomedical Nanotechnology
- Molecular Aspects of Medicine
- Trends in Molecular Medicine
- Nature Nanotechnology
- Advanced Healthcare Materials
- Bioactive Materials
- Nano Today
- Biosensors & Bioelectronics
- Nanobiomedicine
- Smart Materials in Medicine
- Lab on Chip
- WIREs Nanomedicine & Nanobiotechnology
- Nanotoxicology
- Journal of Nanobiotechnology

### Книги
- Основи наномедицини: [монографія] / І. С. Чекман, В. О. Маланчук, А. В. Рибачук. — Київ: Логос, 2011. — 250 с. — ISBN 966-171-422-8.
- Malsch Ineke (2013). Nanotechnology and human health. Boca Raton, Fla: CRC. ISBN 978-0-8493-8144-7.
- Nanomedicine: Principles and Perspectives. / Yi Ge, Songjun Li, Shenqi Wang, Richard Moore. — Springer New York, NY, 2014. ISBN 978-1-4614-2139-9.
- Tekinay, Ayse B. (2019). Nanomaterials for regenerative medicine. Cham: Humana Press. ISBN 978-3-030-31202-2.
- Nanomedicine Manufacturing and Applications / Francis Verpoort, Ikram Ahmad, Awais Ahmad, Anish Khan, Ching Chee. — 2021. Paperback ISBN 9780128207734, eBook ISBN 9780128209424.

### Статті
- Зачепа Вікторія; Стравський Ярослав (26 березня 2023). Нанотехнології в діагностиці захворювань людини. Věda a perspektivy (укр.) (3(22)). ISSN 2695-1592. doi:10.52058/2695-1592-2023-3(22)-346-360.
- Veiga, N., Diesendruck, Y., & Peer, D. (2023). Targeted nanomedicine: Lessons learned and future directions. Journal of controlled release: official journal of the Controlled Release Society, 355, 446—457. doi: 10.1016/j.jconrel.2023.02.010
- Ramburrun, Poornima; Khan, Riaz A.; Choonara, Yahya E. (2022). Design, preparation, and functionalization of nanobiomaterials for enhanced efficacy in current and future biomedical applications. Nanotechnology Reviews (англ.) 11 (1). с. 1802–1826. ISSN 2191-9097. doi:10.1515/ntrev-2022-0106.
- НАНОДІАГНОСТИКА //Фармацевтична енциклопедія
- НАНОКАПСУЛИ //Фармацевтична енциклопедія